# Nueva Florida
Pour les articles homonymes, voir Florida.
Nueva Florida est la capitale de la paroisse civile de Florida de la municipalité de Santa Rosalía dans l'État de Portuguesa au Venezuela.